# Chris Rupp

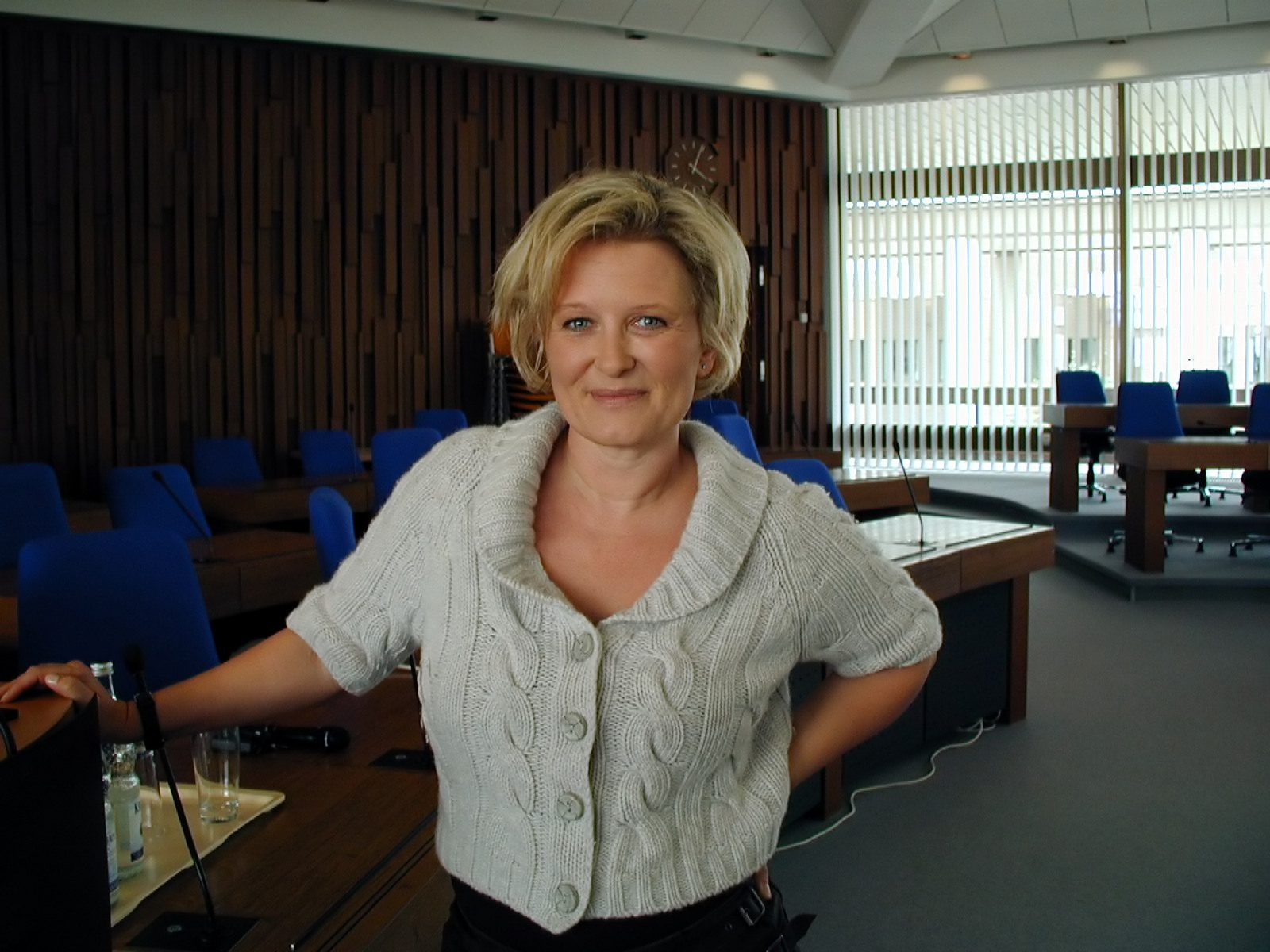
Chris Rupp

Chris Rupp (* 1967 in Nürnberg) ist eine Informatikerin und Autorin auf dem Gebiet des Requirements Engineerings.

## Leben
Von 1986 bis 1991 studierte Rupp Informatik an der Fachhochschule Nürnberg. Anschließend arbeitete sie als Systemanalytikerin für die Siemens AG und wechselte 1994 zur Rösch Consulting GmbH. 1995 gründete sie die Firma SOPHIST GmbH. Ab 1999 war sie außerdem Mitglied des Hochschulrates an der Fachhochschule Nürnberg.
Chris Rupp liefert Beiträge zur Theorie des Requirements-Engineerings, indem sie z. B. zeigte, wie Methoden der Computerlinguistik zur Analyse natürlichsprachlicher Anforderungen genutzt werden können. Gemeinsam mit Peter Hruschka arbeitete sie auch an Themen der agilen Softwareentwicklung. Im Bereich der Veranstaltungen kooperierte sie zum Beispiel mit Tom DeMarco und organisiert die Jahrestreffen der deutschsprachigen Requirements-Engineering-Szene (ab 2001 als Mitbegründerin der "Requirements Days", seit 2011 als Gründerin der jährlichen Konferenz "SOPHIST DAYS").
Zusammen mit ihrer Firma SOPHIST GmbH etablierte sie eigene methodische Ansätze im Requirements-Engineering, wie das REgelwerk (1996) oder die auf NLP basierenden natürlichsprachlichen Formulierungstemplates (2002/2012).  Mit ihrem Team berät und trainiert sie Firmen in verschiedenen Wirtschaftsbranchen zu den diversen Ansätzen des Requirements-Engineerings – sowohl im klassischen als auch im agilen Kontext.
Mit der Beteiligung an der Gründung des International Requirements Engineering Board (IREB) brachte sie den internationalen Zertifizierungsstandard Certified Professional for Requirements Engineering (CPRE) mit auf den Weg.
Chris Rupp ist als Autorin von zahlreichen Standardwerken der Requirements-Engineering-Branche und Artikeln in einschlägigen Fachmagazinen bekannt.
Als Speakerin und Keynoterin ist sie auf diversen nationalen und internationalen Konferenzen der RE-Szene aktiv. Neben der Informatik engagiert sich Chris Rupp im Bereich Kunst als aktive Künstlerin und mit dem Verein Alte Schule Hohenstein Verein zur Förderung von Kunst und Kultur e.V.

## Publikationen
- Peter Hruschka, Chris Rupp: Agile Softwareentwicklung für Embedded Real-Time Systems mit der UML, Hanser Verlag, München 2002, ISBN 978-3-446-21997-7.
- Peter Hruschka, Chris Rupp, Gernot Starke: Agility Kompakt. Tipps für erfolgreiche Systementwicklung, 2. Aufl., Spektrum Akad. Verl., Heidelberg 2009, ISBN 978-3-8274-2092-3.
- Chris Rupp, Stefan Queins, die SOPHISTen: UML 2 glasklar. Praxiswissen für die UML-Modellierung, 4. Aufl., Hanser Verlag, München 2012, ISBN 978-3-446-43057-0.
- Chris Rupp, die SOPHISTen: Systemanalyse kompakt, 3. Aufl., Springer Vieweg, Berlin und Heidelberg 2013, ISBN 978-3-642-35445-8.
- Chris Rupp, die SOPHISTen: Requirements-Engineering und -Management, 7. Aufl., Hanser Verlag, München 2021, ISBN 978-3-446-45587-0.
- Klaus Pohl, Chris Rupp: Basiswissen Requirements Engineering. Aus- und Weiterbildung nach IREB-Standard zum Certified Professional for Requirements Engineering Foundation Level, 5. Aufl., dpunkt.verlag, Heidelberg 2021, ISBN 978-3-86490-814-9 (englisch: Requirements Engineering Fundamentals. A Study Guide for the Certified Professional for Requirements Engineering Exam Foundation Level, 2. Aufl., Rocky Nook, Santa Barbara 2015, ISBN 978-1-937538-77-4).